# Кача (станция)

Здание вокзала в 1917 году

Кача — железнодорожная станция Красноярского региона Красноярской железной дороги. Расположена на Транссибирской магистрали, в 4046 километрах от Москвы и в 43 километрах к западу от станции Красноярск-Пассажирский в посёлке Кача Емельяновского района.
На станции две боковые платформы: с северной стороны боковой платформы располагается здание вокзала и пост Е. Над боковыми платформами проходит пешеходный переход и на станции есть пять железнодорожных полотен. На станции останавливаются все электропоезда, в том числе «Красноярск — Чернореченская».
В восточной горловине располагается ещё один парк, используемый для отстоя грузовых вагонов. От этого парка отходит ветка на аэропорт «Емельяново»
Западнее располагается остановочный пункт «Известковая», от которого до станции километр.